# حرف اضافه در زبان فرانسوی
حرف اضافه کلمه یا ترکیبی غیر  ثابت و تغییر پذیر است که میان چند  کلمه یا گروهی از کلمات رابطهٔ غیر  تابعی برقرار می‌کند. انواع حرف اضافی فرانسه و موارد کاربرد آن‌ها چنین است:

## انواع حرف اضافه در زبان فرانسه
الف) حروف اضافه از نظر شکل و ظاهر به دو دسته تقسیم می‌شود:
۱. حرف اضافه ساده (préposition simple) که تنها از یک کلمه تشکیل می‌شود و خود دارای دو نوع است:
- حرف اضافه ساده که فقط ماهیت حرف اضافه را داراست و جز آن نقش دیگری نمی‌تواند ایفا کند. مانند: par, de, à و غیره.
- حرف اضافه ساده که در اصل اسم فاعل یا اسم مفعول یا صفت است و گاهی به عنوان حرف اضافه به کار می‌رود. مهم‌ترین این نوع حروف اضافه ساده عبارتند از:
attendu, concernant, durant, excepté, passé, plein, suivant, touchant, vu, etc.
۲. حرف اضافه مرکب یا عبارت حرف اضافه‌ای (locution prépositive) که در مقایسه با حرف اضافه ساده می‌تواند مفهومی را با صراحت و دقت بیشتری نشان دهد و از به هم پیوستن چند کلمه ساخته می‌شود: مانند:, hors de, de derrière, sauf à, de delà, autour de, auprès de
ب) حروف اضافه از نظر نقشی که دارا هستند، به دو دسته عمده تقسیم می‌شوند:
۱. حرف اضافه تهی (préposition vide) که فراتر یا بیرون از مفهوم اصلی خود به کار می‌رود و اساساً بیشتر دارای نقش نحوی (rôle syntaxique) است. حرف اضافه تهی فقط در آغاز گروه‌های حرف اضافه‌ای که به عنوان متمم وابسته به فعل (و نه جمله) به حساب می‌آیند، واقع می‌شود.
Je parle à son frère. من با برادرش صحبت می‌کنم.
۲. حرف اضافه کامل (préposition pleine) که تنها در محدوده مفهوم اصلی خود به کار می‌رود و دارای دو نقش معنایی و نحوی است. این حرف اضافه در آغاز گروه‌های حرف اضافه‌ای که متمم قیدی وابسته به کل جمله است، به کار می‌روند. حروف اضافه ریشه‌ایمانندcontre , chez sur , sous , sans و نظیر آن و نیز همة حروف اضافهٔ مرکب در ردیف حروف اضافه کامل جای دارند.
Il va de Lyon à Alger. او از لیون به الجزیره می‌رود.
Au centre de la place se trouve une statue. مجسمه‌ای در وسط میدان قرار دارد.

## جایگاه حرف اضافه
حرف اضافه ـ چنان‌که از عنوان فرانسه آن (pré-position) نیز پیداست ـ همیشه برای افاده معنی پیش از «رژیم» یا «عنصر تابع» خود به کار می‌رود و بدین ترتیب یک واحد معنایی (unité sémantique) را تشکیل می‌دهد.
Il a réparé son sac au moyen d’un peu de colle. ـ او کیف خود را با کمی چسب مرمت کرد.

## نقش حرف اضافه
حرف اضافه می‌تواند درآغاز یک متمم یا در آغاز کلمه‌هایی که متمم جمله به حساب نمی‌آیند نقش ایفا کند.
الف) در آغاز یک متمم:
Il est docteur en médecine. او دکتر در طب است.
ب) در آغاز کلمه‌هایی که متمم جمله نیستند:
Il est nécessaire d’étudier. تحصیل کردن ضروری است.

## ماهیت «رژیم» یا عنصر تابع حرف اضافه
به کلمه یا کلمه‌هایی که بعد از حرف اضافه به کار می‌رود، اصطلاحاً «رژیم» régime یا «عنصر تابع» اطلاق می‌شود. اسم، ضمیر، مصدر، قید یا حرف اضافه‌ای که خود پیش از اسم یا گروهی از کلمات می‌آید یا حتی یک جمله تابع قیدی می‌تواند «رژیم» یا «عنصر تابع» حرف اضافه را تشکیل دهد:
اسم (nom):
عشق به میهن l’amour de la patrie
حرف اضافه(préposition):
از زیر نیمکت بیرون کشیدن retirer de sous la banquette
جمله تابع قیدی(proposition adverbiale):
Voilà mon costume de quand j’étais en place.
این لباس دورة خدمتکاری‌ام است.

## حروف اضافه با عنصر تابع مشترک
هرگاه دو حرف اضافه ساده عنصر تابع مشترکی داشته باشند، این عنصر فقط بعد از حرف اضافه دوم ذکر می‌شود.
Il se lave les mains avant et après le repas.
او قبل و بعد از غذا دستهایش را می‌شوید.

## حذف عنصر تابع حرف اضافه
الف) هرگاه موضوع به اشیاء مربوط شود: چنانچه عنصر تابع حرف اضافه در زبان فرانسه به نوعی پیشتر در جمله آمده باشد یا از مفهوم بافت متن استنباط شود، می‌توان برای رعایت صرفه‌جویی یا زیبایی کلام آن را پس از حرف اضافه ذکر نکرد. در چنین حالتی، حرف اضافه نقش یک قید را در جمله ایفا می‌کند.
۱. حذف یا ذکر نکردن «رژیم» یا عنصر تابع بعد از حرف اضافه après, avant, avec, contre, depuis, derrière, devant عمومیت بیشتری دارد:
- Une cierge brûlait, et une femme se tenait agenouillée devant. (Loti)
ـ شمعی می‌سوخت و زنی در برابر آن زانو زده بود.
- Quand on fit cette proposition, tout le monde s’éleva contre.
ـ هنگامی که این پیشنهاد مطرح شد، همه با آن به مخالفت برخاستند.
۲. به جای حروف اضافه sur, sous, hors, dans به ترتیب قیدهای dessus, dessous, dehors, dedans (بدون ذکر عنصر تابع) به کار می‌رود:
- Relevez votre robe, pour ne pas marcher dessus (=sur votre robe).
ـ پیراهنتان را بالا بگیرید تا زیر پایتان نیاید.
۳. همراه با عبارتهای حرف اضافه‌ای که آخرین حرف آن‌ها de است، عنصر تابع به انضمام حرف اضافه de یکجا حذف می‌شود:
- Le palais était fermé ; autour veillait une garde nombreuse.
ـ کاخ بسته بود و نگهبانان زیادی در اطراف آن کشیک می‌دادند.
۴. همراه با حروف اضافه sans, pour, pendant, entre حذف عنصر تابع بیشتر در زبان مأنوس و روزمره رایج است، هر چند در زبان ادبی نیز گاهی از این شیوه پیروی می‌شود:
- Si on peut accélérer la croissance, je suis pour (R. Aron).
ـ اگر بتوان به روند رشد شتاب بخشید، من هوادار آن خواهم بود.
۵. همراه با حروف اضافه à و de حذف کامل عنصر تابع ممکن نیست، زیرا ضمایر y و en می‌توانند به ترتیب جایگزین آن‌ها شوند:
Parti pour le Québec en janvier, il y est resté plus de deux mois et il en est revenu à Pâques.
ـ او در ماه ژانویه عازم کبک شد؛ بیش از دو ماه آنجا ماند و هنگام عید پاک از آنجا بازگشت.
ب) هر گاه موضوع به اشخاص مربوط شود: شیوهٔ رایج آن است که به جای تکرار عنصر تابع بعد از حرف اضافه، از ضمیر شخصی خواه به صورت پیوسته (بدون حرف اضافه) و خواه صورت جدا (همراه با حرف اضافه) استفاده می‌شود:
- Pour que mon frère ne me voie pas, je passe derrière lui.
ـ برای آنکه برادرم مرا نبیند، از پشت سرش رد می‌شوم.
البته گاهی (به ویژه در زبان مأنوس و روزمره) عنصر تابع حرف اضافه به صورت ضمنی حذف می‌شود:
- Le pompier prend Mlle Daisy dans ses bras […] et disparaîtra avec. (Ionesco)
ـ مأمور آتش‌نشانی دوشیزه دزی را در آغوش می‌گیرد و با او ناپدید می‌شود.